# Поляна (Превалє)
Поляна (словен. Poljana) — поселення в общині Превалє, Регіон Корошка, Словенія. Висота над рівнем моря: 446,2 м.